# 1163 Saga
1163 Saga је астероид са пречником од приближно 29,11 .
Афел астероида је на удаљености од 3,373 астрономских јединица (АЈ) од Сунца, а перихел на 3,057 АЈ.
Ексцентрицитет орбите износи 0,049, инклинација (нагиб) орбите у односу на раван еклиптике 9,027 степени, а орбитални период износи 2106,341 дана (5,766 година).
Апсолутна магнитуда астероида је 10,60 а геометријски албедо 0,120.
Астероид је откривен 20. јануара 1930. године.